# طوفان (فیلم علمی-تخیلی ۱۹۹۹)
«طوفان» (انگلیسی: Storm) یک فیلم آمریکایی در ژانر علمی تخیلی و دلهره‌آور محصول سال ۱۹۹۹ با بازی لوک پری و مارتین شین است.